# Фере (Эврос)
Фере (греч. Φέραι ή Φέρες) — малый город на крайнем северо-востоке Греции. Расположен на высоте 34 метра над уровнем моря, на правом (западном) берегу реки Эврос (Марица), формирующей границу с Турцией, в 26 километрах к северо-востоку от Александруполиса, в 386 километрах к северо-востоку от Афин. Входит в общину Александруполис в периферийной единице Эврос в периферии Восточная Македония и Фракия. Население 5457 человек по переписи 2011 года.
По северо-западной окраине города проходит национальная дорога 2 Александруполис — Кипи (Эврос), часть европейского маршрута E85. В городе находится железнодорожная станция «Фере» линии Александруполис — Свиленград.

## История

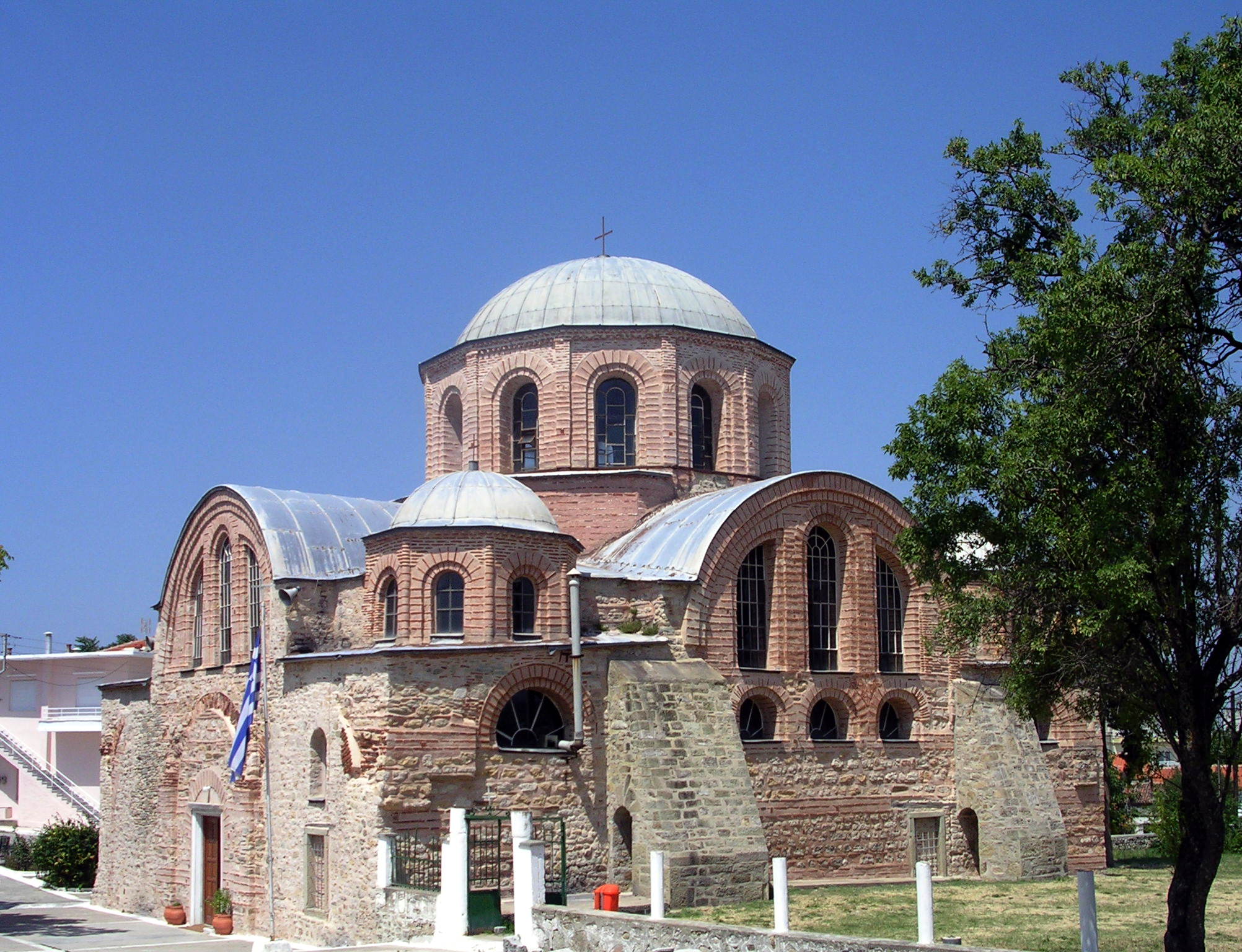
Византийский храм Панагии Космосотиры XII века, кафоликон монастыря

Город назывался в византийский период Бероя (Βέρροια), Вира (Βήρα) и Фира (Φηρά). Сохранился византийский храм Панагии Космосотиры XII века, кафоликон монастыря, устроенного в конце жизни севастократором Исааком Комнином, сыном Алексея Комнина в 1151 или 1152 году. После завоевания Константинополя крестоносцами в апреле 1204 года область Виры стала феодом Жоффруа де Виллардуэна. Монастырь был превращен в крепость. Область Виры стала османской в 1361 году. Храм Панагии Космосотиры был превращён в мечеть.
Любомир Милетич в книге «Уничтожение фракийских болгар в 1913 году» сообщает, что к 1912 году в Фере было 785 турецких домов, 95 болгарских и 25 греческих. 5 ноября 1912 года в ходе Первой Балканской войны Фере был взят болгарской Второй конной бригадой под командованием полковника Александра Танева и Македонско-адрианопольским ополчением. В 1914 году город был переименован в Трапезицу. Город был окончательно освобождён после присоединения Западной Фракии к Греции по Нёйискому договору в 1920 году. После Малоазийской катастрофы и греко-турецкого обмена населением город был заселён беженцами из Малой Азии.
С апреля 1941 года по ноябрь 1944 года город был оккупирован странами «оси» в ходе Второй мировой войны.

## Сообщество Фере
Сообщество Фере создано в 1924 году (греч. ΦΕΚ 194Α). В сообщество входит село Порос (греч. Πόρος). Население 5659 жителей по переписи 2011 года. Площадь 83,834 квадратного километра.
| Населённый пункт | Население (2011), человек |
| ---------------- | ------------------------- |
| Порос            | 202                       |
| Фере             | 5457                      |

## Население
| Год  | Население, человек |
| ---- | ------------------ |
| 1991 | 4779               |
| 2001 | 5171               |
| 2011 | ↗ 5457             |